# ワーズワースの冒険
『ワーズワースの冒険』（ワーズワースのぼうけん）は、1994年4月3日から1997年3月23日までフジテレビ系列で放送されたフジテレビ制作の教養・情報番組。全143回。大人の趣味・道楽がテーマ。タイトルのワーズワースはイギリスのロマン派詩人ウィリアム・ワーズワースにちなむ。
前身番組の『ワーズワースの庭で』（同系列で放送）についても本項で述べる。

## ワーズワースの庭で
1993年4月9日から1994年3月25日まで『ワーズワースの庭で』と題して、金曜深夜の45分番組で放送。番組提供は複数社。「知的趣味情報トーク番組」として、歌舞伎役者の坂東八十助・アナウンサーの河野景子が、各回のテーマ（例：紅茶、南仏プロバンス、居酒屋、銀座のバーなど）にふさわしいゲストを迎え、ビデオ録画をはさみながらトークを行うスタイルであった。
番組のオープニング（水先案内）では竹中直人（または清水ミチコ）がその日のテーマを告げた後「ようこそワーズワースの庭へ」と言い、エンディングの予告では竹中（または清水）とゲストの2人が次のテーマについてやりとりをしていた。また、エンディングの絵はニューヨーク在住の画家・藤田理麻が各回のテーマに合わせて描いた。
10月からは、坂東八十助・タレントの渡辺満里奈、野々村真、作家の松山猛がレギュラー出演者となった。

## ワーズワースの冒険
1994年4月、『ワーズワースの冒険』へ改題。「料理の鉄人」と放送枠を交換する形で、日曜放送の30分番組になり、同時に三菱電機一社提供になった。
ナレーション中心に、各回のテーマをゲスト（案内人）が紹介する進行形式になった。前番組のレギュラーが案内人として出演（共演）する回もあった。また、後に映画監督になった源孝志、井上春生、片岡Kらが演出を手がけた回がある。
1997年3月23日をもって、通算4年間の放送に幕を閉じた。

## キャスト

### 週替わりのナレーター
- 岡田眞澄
- イッセー尾形
- 近藤サト：八十助と結婚するきっかけになった番組。

ほか多数

### VTR
- 麻木久仁子
- いしだ壱成
- 江口洋介
- 江角マキコ
- 大塚寧々
- 大仁田厚
- 鹿賀丈史
- 小堺一機
- 鈴木杏樹
- 鈴木保奈美
- そのまんま東
- 高木美保
- 武田真治
- TOKIO
- 富田靖子
- 西田ひかる
- 東山紀之
- 藤田朋子
- 藤谷美和子
- 牧瀬里穂
- 三上博史
- 観月ありさ
- 宮沢りえ
- 村上里佳子
- 薬師丸ひろ子
- 山咲千里
- ルー大柴

ほか多数

## 主題歌
- シャ・リオン（歌：河井英里、作曲：大島ミチル）：シングルCD内に、どこの国か特定できないようにとスタッフと作った造語で歌ったと書いてある。大島ミチルは自身のブログで、英語の詩を逆から読んで歌詞にしたこと、第98回放送の番組総集編ではウィリアム・ワーズワースの、とある詩を逆さまから読んで歌詞にしたことを明かしている。

## 関連書籍
- ワーズワースの庭で：松山猛＆フジテレビ「ワーズワースの庭で」著（フジテレビ出版、1994年、ISBN 4594013600）後に扶桑社文庫（ISBN 4594019609）
- ワーズワースの冒険：寺崎央＆フジテレビ「ワーズワースの冒険」著（フジテレビ出版、1995年、ISBN 4594018211）後に扶桑社文庫（ISBN 4594022405）
- ワーズワース55の法則：ワーズワース有閑倶楽部著（フジテレビ出版、1997年、ISBN 4594022111）後に扶桑社文庫（ISBN 459402548X）